# Szulhynka
Szulhynka (ukr. Шульгинка) – wieś na Ukrainie, w obwodzie ługańskim, w rejonie starobielskim, siedziba hromady. W 2001 liczyła 2422 mieszkańców, spośród których 2262 wskazało jako ojczysty język ukraiński, 155 rosyjski, 1 węgierski, 3 białoruski, a 1 inny.